# Club Africain
Il Club Africain (in arabo النادي الافريقي), noto come CA e informalmente come Ifriqi o El club, è una società polisportiva tunisina con sede nella capitale Tunisi, conosciuta principalmente per la sua sezione calcistica, che milita nella massima serie tunisina. Comprende anche sezioni di pallamano e pallacanestro.
Fondata nel 1920, la sezione calcistica del Club Africain è una delle grandi squadre di Tunisia insieme all'Espérance Sportive de Tunis, con cui vive un'accesa rivalità. A livello nazionale vanta la vittoria di 13 campionati tunisini, 13 Coppe di Tunisia e 3 Supercoppe di Tunisia, mentre in ambito internazionale si è aggiudicato una CAF Champions League, una Champions League araba e una Coppa dei Campioni afro-asiatica.
Il club, i cui colori sociali sono il bianco e il rosso, disputa il derby di Tunisi con l'Espérance.

## Storia
Il sodalizio iniziò le proprie attività nel 1919 con il nome di Club islamique africain, nome malvisto dalle autorità francesi. Il 4 ottobre 1920 nacque quindi ufficialmente il Club africain, prosecuzione naturale dello Stade africain, associazione fondata nel 1915 e sciolta nel 1918. Di questa squadra il Club Africain conservò colori sociali, parte del nome e parte della rosa, tra cui il calciatore Mohamed Soudani, che fu anche il primo presidente del nuovo sodalizio. La riunione costitutiva del nuovo club si tenne in un caffè a Bab Jedid, nella medina di Tunisi, mentre la prima sede sociale era situata in Rue du Morkadh. Per acconsentire alla registrazione del club le autorità francesi imposero un presidente di nazionalità francese, il rosso e il bianco come colori sociali e la rinuncia all'emblema nazionale (mezzaluna e stella). Si trattava, dunque, di convincere i soci del club a rimanere lontani da qualsiasi riferimento alla bandiera nazionale e all'identità tunisina, ma i soci respinsero categoricamente le richieste, specialmente la prima, e ottennero che alla presidenza ascendesse un tunisino e che sulla maglietta ci fosse lo stemma della Tunisia. Il primo presidente fu Bachir Mustapha Ben.
Malgrado l'inizio pieno di ostacoli, la squadra si affermò ben presto come compagine dalla forte caratterizzazione anti-coloniale. In questo periodo, nonostante le modeste capacità economiche e le restrizioni legali, contribuì allo sviluppo della cultura nazionale tunisina, attivandosi anche in altri ambiti quale quello teatrale con la costruzione, negli anni '30, di un proprio teatro, sede delle prime manifestazioni ricreative e artistiche. Negli anni '30 fu anche concesso l'ingresso gratuito alle donne a teatro.
Nel 1937 il club fece il proprio ingresso nella massima divisione nazionale. Vinse il primo campionato nel 1946-1947 grazie al pareggio senza reti nella partita dell'11 maggio 1947 contro l'Espérance di Tunisi, valida per l'ultima giornata. Nel 1947-1948 bissò il successo, prevalendo sull'Étoile du Sahel. Partecipò dunque alla Coppa dei Campioni dell'Africa del nord, ma fu sconfitta dai grandi club algerini e marocchini, all'epoca egemoni nella zona.
Con la fondazione e l'ascesa del Club Sportif de Hammam Lif (CSHL) il Club Africain visse annate difficili segnate da insuccessi. Nel 1956, con l'indipendenza della Tunisia, la squadra raggiunse per la prima volta la finale della coppa nazionale, dove fu sconfitta per 3-1 dallo Stade Tunisien, e terminò in quella stagione il campionato al terzo posto, a otto punti dall'Hammam Lif. L'anno dopo, con sole nove vittorie in ventidue incontri, fu quarto. Nel 1957-1958 si concluse con un deludente sesto posto, risultato che spinse la dirigenza ad ingaggiare l'allenatore Fabio Roccheggiani. L'allenatore italiano iniziò un progetto di lunga durata, che puntava a ringiovanire la squadra, ingaggiando i migliori talenti trovati sui campi di periferia. Sotto la sua guida diretta il Club si aggiudicò un campionato ed una coppa, e a poche settimane dalla sua morte, giunta nell'aprile 1967, la squadra vinse il suo primo double.

## Allenatori
- Fabio Roccheggiani (1957-1967)
- Ernst Melchior (1968-1969)
- Andrej Prean Nagy (1969-1971)
- Hameur Hizem (1974-1975)
- Andrej Prean Nagy (1977-1981)
- Mokhtar Tlili (1982-1984)
- Andrej Prean Nagy (1984-1985)
- Kazbek Tuayev (1987-1990)
- Faouzi Benzarti (1989-1990)
- Ilie Balaci (1991-1992)
- Marcel Husson (1992-1993)
- Mircea Rădulescu (1994-1995)
- Jean Sérafin (1995-1997)
- René Exbrayat (1997-1999)
- Faouzi Benzarti (1999-1900)
- René Exbrayat (2000-2002)
- Muhsin Ertuğral (2003-2004)
- Henri Stambouli (2004)
- Youssef Zouaoui (2005)
- Bertrand Marchand (2005-2007)
- Abdelhak Benchikha (2007-2009)
- Pierre Lechantre (2009-2010)
- François Bracci (2010)
- Faouzi Benzarti (2011)
- Abdelhak Benchikha (2011-2012)
- Faouzi Benzarti (2013-2014)
- Adrie Koster (2013-2014)
- Daniel Sanchez (2014-2015)
- Ruud Krol (2016)
- Kais Yâakoubi (2016)
- Chiheb Ellili (2017)
- Marco Simone (2017)
- Bertrand Marchand (2017-2018)
- Kamel Kolsi (2018)
- José Riga (2018)
- Chiheb Ellili (2018-2019)
- Victor Zvunka (2019)
- Lassaad Dridi (2019-oggi)

## Palmarès

### Competizioni nazionali
- Campionato tunisino: 13

1946-1947, 1947-1948, 1963-1964, 1966-1967, 1972-1973, 1973-1974, 1978-1979, 1979-1980, 1989-1990, 1991-1992, 1995-1996, 2007-2008, 2014-2015
- Coppa di Tunisia: 13

1964-1965, 1966-1967, 1967-1968, 1968-1969, 1969-1970, 1971-1972, 1972-1973, 1975-1976, 1991-1992, 1997-1998, 1999-2000, 2016-2017, 2017-2018
- Supercoppa di Tunisia: 3

1968, 1970, 1979

### Competizioni internazionali
- CAF Champions League: 1

1991
- Champions League araba: 1

1997
- Coppa dei Campioni afro-asiatica: 1

1992
- Coppa UNAf: 2

2008, 2010
- Coppa dei Campioni del Maghreb: 3

1974, 1975, 1976

### Altri piazzamenti
- Campionato tunisino:

Secondo posto: 1964-1965, 1967-1968, 1968-1969, 1969-1970, 1970-1971, 1971-1972, 1974-1975, 1976-1977, 1977-1978, 1980-1981, 1981-1982, 1982-1983, 1984-1985, 1986-1987, 1988-1989, 1990-1991, 1997-1998, 2006-2007, 2008-2009, 2009-2010, 2017-2018
Terzo posto: 1955-1956, 1993-1994, 2000-2001, 2001-2002, 2002-2003, 2003-2004, 2004-2005, 2005-2006, 2016-2017, 2022-2023
- Coppa di Tunisia:

Finalista: 1955-1956, 1962-1963, 1973-1974, 1979-1980, 1981-1982, 1984-1985, 1985-1986, 1987-1988, 1988-1989, 1998-1999, 2002-2003, 2005-2006, 2015-2016, 2020-2021
Semifinalista: 2023-2024
- Supercoppa di Tunisia:

Finalista: 1973
- Coppa delle Coppe CAF:

Finalista: 1990, 1999
Semifinalista: 2001
- Coppa CAF:

Semifinalista: 2003
- Champions League araba:

Finalista: 1988, 2002
- Supercoppa araba:

Finalista: 1998
- Coppa della Confederazione CAF:

Finalista: 2011
Semifinalista: 2017

## Rosa attuale
| N. |                    | Ruolo | Calciatore          |
| -- | ------------------ | ----- | ------------------- |
| 1  | Tunisia (bandiera) | P     | Farouk Ben Mustapha |
| 2  | Tunisia (bandiera) | D     | Bilel Ifa           |
| 3  | Tunisia (bandiera) | D     | Oussama Haddadi     |
| 4  | Tunisia (bandiera) | D     | Hamza Agrebi        |
| 5  | Tunisia (bandiera) | C     | Hichem Belkaroui    |
| 6  | Tunisia (bandiera) | D     | Seif Teka           |
| 8  | Tunisia (bandiera) | C     | Alaeddine Bouslimi  |
| 9  | Ciad (bandiera)    | A     | Alaa Ben Dahnous    |
| 10 | Tunisia (bandiera) | C     | Yassin Mikari       |
| 11 | Tunisia (bandiera) | D     | Abdelkader Oueslati |
| 14 | Tunisia (bandiera) | D     | Walid Dhaouadi      |
| 15 | Tunisia (bandiera) | D     | Wissem Ben Yahia    |
| 16 | Tunisia (bandiera) | P     | Stéphane Nater      |
| 17 | Tunisia (bandiera) | D     | Seidu Salifu        |

| N. |                         | Ruolo | Calciatore          |
| -- | ----------------------- | ----- | ------------------- |
| 18 | Tunisia (bandiera)      | A     | Mahdi Ouedherfi     |
| 19 | Algeria (bandiera)      | C     | Abdelmoumene Djabou |
| 20 | Tunisia (bandiera)      | A     | Nader Ghandri       |
| 21 | Tunisia (bandiera)      | C     | Maher Haddad        |
| 22 | Tunisia (bandiera)      | D     | Ahmed Khalil        |
| 24 | Tunisia (bandiera)      | A     | Seifeddine Jaziri   |
| 25 | Algeria (bandiera)      | C     | Imed Meniaoui       |
| 26 | Tunisia (bandiera)      | P     | Tijani Belaïd       |
| 28 | Tunisia (bandiera)      | C     | Mourad Hedhli       |
|    | Tunisia (bandiera)      | A     | Saber Khalifa       |
|    | Tunisia (bandiera)      | D     | Ibrahim Chenihi     |
|    | Tunisia (bandiera)      | C     | Zouhaier Dhaouadi   |
|    | RD del Congo (bandiera) | C     | Lassad Nouioui      |
|    | Mali (bandiera)         | A     | Malick Touré        |